# Basin Street Boys (1935)
Die Basin Street Boys waren ein amerikanisches Vokalensemble der späten 1930er-Jahre.
Die Vokalisten Steve Gibson, George Thompson, Perry Anderson und Sam Hutcherson begannen Anfang der 1930er-Jahre als 4 Dots in Lynchburg (Virginia) aufzutreten. 1935 holte sie der Bandleader Jean Calloway unter dem Namen Basin Street Boys in sein Tourneeprogramm. Gemeinsam wirkten sie bei einer Reihe von Spielfilmen (wie Murder at the Vanities) und Trickkurzfilmen auf, 1938 in The Bronze Venus (auch bekannt als The Duke Is Tops, mit Lena Horne in der Hauptrolle), in dem sie „Thursday Evening Swing“ sangen. In der Musik zum Trickfilm Clean Pastures (1937) sangen sie neben Fats Waller, Stepin Fetchit, Bill „Bojangles“ Robinson und Al Jolson; in The Isle of Pingo Pongo (1938) interpretierten sie die Jazzstandards „Sweet Georgia Brown“ und „St. Louis Blues“, in dem sie im Vocalese-ähnlichen Stil die Instrumentalparts stimmlich imitierten. 1937 nahmen sie den Song „Come John Come“ auf, ihre einzige Plattenaufnahme. Sie tourten noch im Südwesten der USA und traten, nachdem Samuel Hutchinson nach Lynchburg zurückgekehrt war, bis 1938 in Clubs in Los Angeles auf. Steve Gibson war später Mitglied des Vokalensembles 5 Red Caps.
Das Vokalensemble ist nicht mit dem gleichnamigen Vokalquartett zu verwechseln, das  Steve Gibsons Freund Ormond Wilson 1945 in Anlehnung an die früheren Basin Street Boys benannte.

## Filmographie
- 1936: Major Bowes' Amateur Parade No. 1 (Regie: John H. Auer)
- 1937: Streamlined Greta Green (Regie: Friz Freleng)
- 1937: Clean Pastures  (Regie: Friz Freleng)
- 1937: Swing, Monkey, Swing!
- 1938: The Duke Is Tops (Regie: William L. Nolte)
- 1938 The Isle of Pingo Pongo (Regie: Tex Avery)